# Charles Daras
Charles Daras (Eernegem, 15 december 1819 - Eernegem, 12 april 1884) was een Belgische katholieke politicus en burgemeester van Eernegem.

## Biografie
De vader van Charles Louis Daras kwam uit Woelingen in Henegouwen, vestigde zich als eerste kasseilegger in Eernegem en werd er aannemer in wegenwerken. Toen zijn vader in 1849 overleed, zette Charles Daras het bedrijf verder.
Hij werd ook actief in de gemeentepolitiek en werd in 1848 gemeenteraadslid. In 1858 werd hij schepen onder de liberale burgemeester Gustave Van Sieleghem. In 1872 won hij de verkiezingen en volgde Van Sieleghem op als burgemeester. Daras overleed tijdens zijn burgemeesterschap in 1884.